# Bacino della Turingia

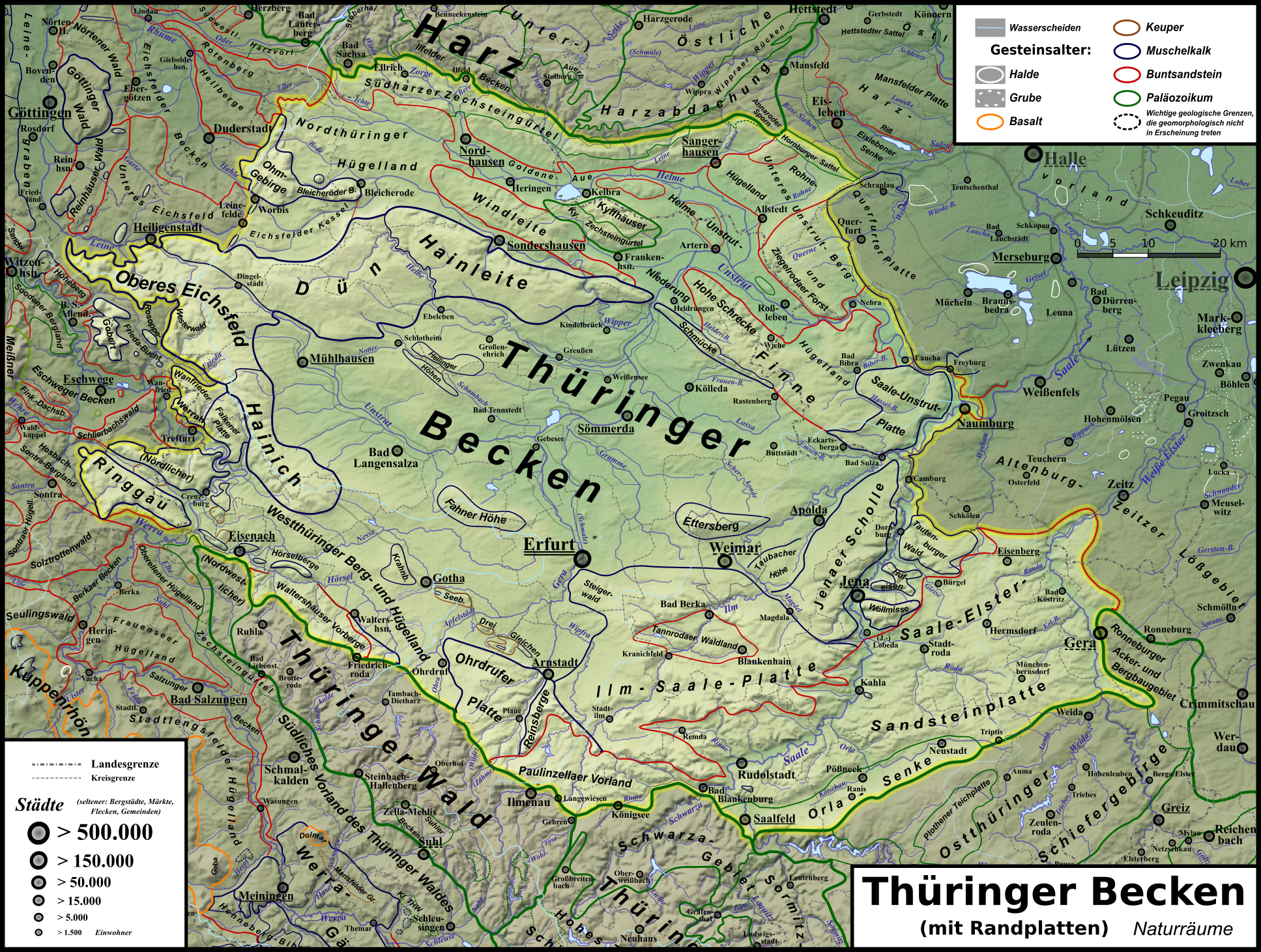
Il bacino della Turingia ("Thüringer Becken")

Il bacino della Turingia  (in tedesco Thüringer Becken) è una depressione nella parte centrale e nord-occidentale della Turingia in Germania, attraversata da diversi fiumi, il più lungo dei quali è l'Unstrut. Si estende per circa 60 km. da nord a sud e circa 120 km. da est a ovest. La sua altezza varia da circa 150 a 250 metri sul livello del mare.

## Descrizione
Il bacino è circondato da un'ampia cintura esterna di creste calcaree (Muschelkalk) (compresi i monti Hainich, Dün, Hainleite, Hohe Schrecke, Schmücke e Finne), a sud-ovest dalla Selva di Turingia e a sud-est da terrazze nettamente divise (l'Ilm-altopiani della Saale, Ohrdruf Muschelkalk e altopiano di arenaria Saale-Elster Bunter). Il bacino della Turingia appartiene al periodo triassico, durante il quale furono depositati i letti orizzontali di arenaria di Bunter, Muschelkalk e Keuper. Sotto questi si trovano gli strati di sale e gesso del calcare magnesiaco (Zechstein). In epoca cenozoica le creste circostanti vennero sollevate, mentre il bacino della Turingia sprofondò formando una depressione a forma di piattino. 
L'elevazione del bacino della Turingia discende da sud e da ovest verso est. Mentre alcune delle creste marginali hanno il carattere di basse catene montuose, al suo interno non ci sono altopiani veramente degni di nota, a parte l'Ettersberg e il Fahnerscher Höhe. 
Il bacino della Turingia è dominato dall'agricoltura. Insieme alle Börde di Magdeburgo e alla bacino lipsiano è una delle terre coltivabili più ricche della Germania. Fu colonizzato nell'VIII e IX secolo, il che rende la maggior parte dei villaggi e delle città del bacino ben più che millenari. Come risultato della fertile campagna, vennero presto fondate grandi città nel suo perimetro (Erfurt e la libera città imperiale di Mühlhausen). 
Altre città nel bacino della Turingia sono (anno di fondazione e anno di raggiungimento dello status di città tra parentesi): 
- Schlotheim (974/1277)
- Ebeleben (1198/1928)
- Großenehrich
- Greußen/Clingen (?/1353 e 860/1282) a nord,
- Kindelbrück (775/1291)
- Weißensee (?/1265)
- Sömmerda (876/1350)
- Kölleda (786/1392)
- Rastenberg (1294/1412)
- Buttstädt (?/1331)
- Buttelstedt (780/1454)
- Neumark (1179/1326) ad est,
- Gebesee (786/1638)
- Bad Tennstedt (772/1340)
- Bad Langensalza (932/1212) in centro
- Gotha (775/?) a sud

Gran parte del bacino nell'ex Landgraviato della Turingia fu detenuto dalla Casa di Wettin dal 1264 e, dopo il Trattato di Lipsia del 1485, formò il Circolo della Turingia dell'elettorato sassone. Le aree più piccole appartenevano ai ducati ernestini Wettin e alla contea di Schwarzburg; la città di Erfurt era un possedimento degli arcivescovi di Magonza. Dopo quanto stabilito dal Congresso di Vienna, del 1815, le terre dell'Albertina e di Magonza passarono al Regno di Prussia, mentre le aree più piccole sul bordo settentrionale e meridionale formarono gli stati della Turingia.